# 金凱德深海鰩
金凱德深海鰩（學名：[Bathyraja kincaidii] 错误：{{Lang}}：文本有斜体标记（帮助）），為軟骨魚綱鰩目單鰭鰩科深海鰩屬的一種，分布於東太平洋加拿大卑詩省至墨西哥加利福尼亞灣海域，深度119至1372公尺，本魚體盤體圓，盤長較短約體長的29-54.1%，頭長較短約體長15.9-21.3%，上顎牙齒排22-31排，下顎牙齒排18-31排，背面佈滿均勻的刺，背部有棕色到灰色的斑駁，有許多小黑點，腹側顏色為白色，尾側下方通常有深褐色斑點，體長可達62公分，棲息在深海沙泥底質海域，為底棲性魚類，卵生，雌魚會產下帶有角的長方形卵囊，通常成對出現，幼魚可能會跟隨較大的個體，屬肉食性，以底棲性無脊椎動物為食，生活習性不明。